# Hưng Dũng
Hưng Dũng là một phường thuộc thành phố Vinh, tỉnh Nghệ An, Việt Nam.

## Địa lý
Phường Hưng Dũng có diện tích 5,16 km², dân số năm 2010 là 14.552 người, mật độ dân số đạt 2.241 người/km².

## Hành chính
Phường Hưng Dũng được chia thành 21 khối gồm: 19 khối dân cư: Tân Lâm, Trung Định, Đông Lâm, Tân Nam, Đông Thọ, Văn Trung, Xuân Nam, Xuân Trung, Xuân Tiến, Xuân Đông, Tân Lộc, Tân Phúc, Trung Tiến, Trung Hợp, Văn Tiến, Xuân Bắc, Trung Đông, Tân Tiến, Trung Yên và 1 khối chung cư: Trung Hợp (Tân Hợp và Trung Đô sát nhập)
Thông tin sát nhập:
- Lấy 1 phần Xuân Nam (132 hộ) và Xuân Tiến (143 hộ) thành K. Xuân Tiến.
- Trung Đô (124 hộ) và Tân Hợp (186 hộ) thành K. Trung Hợp.
- Trung Yên (122 hộ) và Trung Đông (135 hộ) thành K. Trung Hưng

## Kinh tế - xã hội
Phường chủ yếu phát triển về dịch vụ - thương mại, buôn bán, nông nghiệp.
Các trường đại học lớn:
- Đại học Y khoa Vinh
- Đại học SPKT Vinh

Các bệnh viện lớn:
- Bệnh viện đa khoa Nghệ An - Nay đã đổi thành Bệnh Viện U Bướu NA
- Bệnh viện Nhi
- Bệnh viện Cửa Đông.
- Bệnh viện Thái Thượng Hoàng

## Di tích
Phường Hưng Dũng là cái nôi Cách mạng với truyền thống quê hương "Làng Đỏ". Phường có các di tích văn hóa nổi bật như: Cây Sanh chùa Nia, Nhà truyền thống (Đình Trung), Nhà thờ họ Nguyễn Sỹ, Nhà ông Nguyễn Hữu Diên, Dăm Mụ Nuôi.